# Saint-Ferréol (Alta Saboia)
Saint-Ferréol é uma comuna francesa na região administrativa de Auvérnia-Ródano-Alpes, no departamento da Alta Saboia. Estende-se por uma área de 16.79 km². Em 2010 a comuna tinha 896 habitantes (densidade: 53,4 hab./km²).